# 엘미라 시시온스

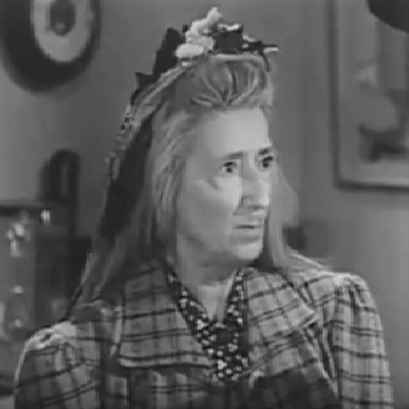

엘미라 시시온스(Almira Sessions, 1888년 9월 16일 ~ 1974년 8월 3일)는 미국의 배우, 텔레비전 배우, 연극 배우, 영화배우이다.
워싱턴 D.C.에서 태어났으며 로스앤젤레스에서 사망하였다. 할리우드 포에버 공동묘지에 매장되었다.

## 영화
- 섹스에 대해서 알고 싶어하는 모든 것 (1972년)
- 윌러드 (1971년)
- 로즈메리의 아기 (1968년)
- 보스톤 교살자 (1968년)
- 언더 더 얌얌 트리 (1963년)
- 언제나 맑음 (1955년)
- 프로디갈 (1955년)
- 블루 가디니아 (1953년)
- 어페어 오브 도비 길리스 (1953년)
- 태양은 밝게 빛난다 (1953년)
- 레몬 드롭 키드 (1951년)
- 히어 컴스 더 그룸 (1951년)
- 딕 트레이시 - 1950년 시리즈 (1950년)
- 팬시 팬츠 (1950년)
- 하비 (1950년)
- 마천루 (1949년)
- 론 레인저 - 49년 시리즈 (1949년)
- 테이크 미 아웃 투 더 볼 게임 (1949년)
- 밤에서 밤으로 (1949년)
- 숙녀들의 합창 (1949년)
- 줄리아 미스비헤이브 (1948년)
- 아이 원더 후즈 키싱 허 나우 (1947년)
- 비숍스와이프 (1947년)
- 살인광 시대 (1947년)
- 더 미싱 레이디 (1946년)
- 하녀의 일기 (1946년)
- 쉬 우든트 세이 예스 (1945년)
- 남쪽 사람 (1945년)
- 수영하는 미녀 (1944년)
- 캔트 헬프 싱잉 (1944년)
- 모간 크리크의 기적 (1944년)
- 프레즌팅 릴리 마스 (1943년)
- 해피 고 럭키 (1943년)
- 아이 매리드 언 엔젤 (1942년)
- 설리반의 여행 (1942년)
- 선 밸리 세레나데 (1941년)
- 리틀 넬리 켈리 (1940년)
- 채드 한나 (1940년)